# Kokot (Góry Sowie)
Kokot (niem. Der Hahn)  716 m n.p.m. – wzniesienie w południowo-zachodniej Polsce, w Sudetach Środkowych, w Górach Sowich.

## Położenie i opis
Wzniesienie położone jest w północno-wschodniej części Górach Sowich, około 3,2 km na północ od Wielkiej Sowy. 
Kokot to wyraźne kopulaste wzniesienie o dość stromych zboczach stanowiące zwornik czterech grzbietów. Zbocze zachodnie stromo opada do górnej części doliny Młynówki. Wzniesienie wyrasta w północno-wschodniej części Gór Sowich, w niewielkiej odległości od wzniesienia Ostrzew, położonego po południowo-zachodniej stronie, od którego oddzielone jest wyraźnym siodłem. Wzniesienie zbudowane jest z dolnokarbońskich zlepieńców gnejsowych. Zbocza wzniesienia pokrywa warstwa młodszych osadów z okresu zlodowaceń plejstoceńskich. Wzniesienie porośnięte jest lasem świerkowym regla dolnego, jedynie od południa podchodzą łąki. Podnóżem zachodniego zbocza prowadzi lokalna droga znad Jeziora Bystrzyckiego na Przełęcz Walimską. Zboczami poniżej szczytu prowadzi leśna droga, oraz kilka leśnych ścieżek. U podnóża wzniesienia, po zachodniej stronie, położona jest wieś Glinno. Położenie wzniesienia, stożkowy kształt i wyraźna część szczytowa, czynią wzniesienie rozpoznawalnym w terenie.

## Inne
- Południowo-zachodnim podnóżem góry przebiega granica administracyjna między powiatem wałbrzyskim i świdnickim.

## Turystyka
- W pobliże szczytu można dojść ścieżką od strony południowo-zachodniej z osady Modlęcin i wsi Glinno.